# Кашпировский, Анатолий Михайлович
Анато́лий Миха́йлович Кашпиро́вский (укр. Анатолій Михайлович Кашпіровський; род. 11 августа 1939, Ставница, Каменец-Подольская область) — советский и российский психотерапевт, ведущий телепрограммы «Сеансы здоровья врача-психотерапевта Анатолия Кашпировского», экстрасенс, который якобы удалённо лечил телезрителей, смотрящих его передачу. Депутат Государственной думы РФ I созыва от партии ЛДПР.
Славу Кашпировский обрёл в 1988 году, будучи гостем на одной из советских телепрограмм, но впервые привлёк широкое внимание общественности в октябре 1989 года, в период начала распада советской системы, во время телетрансляции процесса «исцеления» в Киеве. В то время в СССР снова набирала популярность тема магии и паранормальных явлений. В постсоветский же период его популярность быстро угасла на фоне заявлений о том, что сотни или даже тысячи людей после его сеансов сошли с ума. Сам Анатолий Кашпировский стал одним из символов перестройки.
В 1993 году он был избран депутатом Государственной думы РФ, после чего уже в 1995 году перебрался в США, где зарабатывал на лечении иммигрантов из стран бывшего СССР. В России же в период после сеансов Кашпировского интерес ко всему паранормальному рос, и к 2010 году в России было порядка 100 тысяч оказывающих платные услуги оккультистов и экстрасенсов. С 2020 года продолжает проводить «оздоровительные сеансы» на собственном YouTube-канале.

## Биография
Родился 11 августа 1939 года в селе Ставница Хмельницкой области Украинской ССР. Отец, Михаил Яковлевич Кашпировский (1912—1985), был военным. Мать, Ядвига Николаевна Хмельницкая (1918—2002), по национальности — полька.
В 1962 году Кашпировский окончил Винницкий медицинский институт, после его окончания 28 лет работал в психиатрической больнице имени академика А. И. Ющенко в Виннице. В качестве подработки по ночам грузил на самосвалы мешки с цементом и брёвна. Увлекался тяжёлой атлетикой и боксом. В 1962—1963 годах работал врачом лечебно-физкультурного комплекса Железнодорожной больницы в Виннице. В 1975 году у Кашпировского случился острый приступ панкреатита, он едва не умер. Год пролежал в больнице на Украине, а затем отправился на Сахалин, где, по собственному заявлению, выжил благодаря голоданию.
В 1987 году — врач-психотерапевт сборной СССР по тяжёлой атлетике. В 1988—1989 годах — руководитель Республиканского центра психотерапии в Киеве. С 1989 по 1993 год — руководитель Международного центра психотерапии в Киеве.

### Публичная деятельность
В 1988 году провёл пять телесеансов с гипнозом и массовым целительством в Киеве и, по его словам, вылечил тысячи детей от энуреза.
Во время телемоста Киев—Тбилиси женщине по имени Леся Юршова, лежавшей в тбилисской больнице, требовалась операция на брюшной полости. Она отказалась от обычной анестезии и позволила Кашпировскому, находившемуся в Киеве, загипнотизировать себя по телевидению:
Закрой глаза и пой: «Тополя, тополя»! Глаза закрываются! Закрываются! Поплыла! Живот обезболен до позвоночника! Глаза закрылись! Инструмент будешь чувствовать, а боль — нет. Потом сделаем так, что рубец рассосется.Анатолий Кашпировский во время сеанса с Лесей Юршовой, 
Кашпировский заявил, что эта передача вошла в историю медицины. Позже Юршова рассказала журналистам, что на самом деле во время операции испытывала «чудовищную боль», но терпела, потому что «не хотела подвести Кашпировского».
Председатель Гостелерадио СССР Михаил Ненашев, считавший, что главная цель телевидения — успокаивать волнующиеся народные массы, увидел в Кашпировском потенциал для этого. Кроме того Кашпировский пользовался поддержкой в рядах руководства Украинской ССР. Вероятно, что к карьере Кашпировского также причастен политик Алексей Митрофанов, который позже помог ему стать депутатом от партии ЛДПР. Позже Ненашев заявит, что от сеансов Кашпировского пришлось быстро отказаться, «поскольку это было прохиндейство чистой воды».
Он хвастался медицинскими успехами, невиданными «за всю историю человечества», успешным излечением людей от импотенции, фригидности, слепоты, облысения, эмфиземы, кисты яичника, камней в почках, псориаза, экземы, варикозного расширения вен, шрамов, туберкулеза, астмы, диабета, аллергий, заикания, астигматизма, а в четырех «задокументированных» случаях — даже от СПИДа.
27 июля 1989 года прошла первая встреча с Кашпировским в телецентре «Останкино». Затем на Первой программе Центрального телевидения вышли шесть выпусков передачи «Сеансы здоровья врача-психотерапевта Анатолия Кашпировского», в ходе которых Кашпировский якобы удалённо лечил телезрителей. Первый выпуск состоялся вечером воскресенья 8 октября 1989 года, последующие выпуски выходили по воскресеньям с периодичностью раз в две недели.
Популярного в конце 1980-х — начале 1990-х годов «целителя» Аллана Чумака Кашпировский считал мошенником. На протяжении всей карьеры Кашпировский обладал узнаваемым стилем: чёрная одежда, короткие чёрные волосы с небольшой чёлкой, монотонный голос.
Кашпировский обрёл всесоюзную популярность, гастролируя по стране собирал концертные залы, заводские площадки, футбольные стадионы. Видеокассеты с его выступлениями передавались из рук в руки, видеосалоны и кинотеатры организовывали «вечера Кашпировского», на которых показывали записи телесеансов. В середине 1990-х переехал в США, где проводил сеансы для русских эмигрантов.
В 2001 году украинский журналист Дмитрий Гордон, который симпатизирует Кашпировскому, пригласил его на концерт в честь шестилетия издания «Бульвар Гордона». На выступлении Кашпировский выдергивал зрителей из зала, бросал на пол, где они оставались лежать без движения. Кашпировской назвал это техникой «проснись, бабушка», когда человек теряет чувствительность, в теле «просыпается матрица памяти нормы», открывается архив прошлого, в том числе с бабушками и дедушками. Конкретно та «проснись, бабушка» должна была оградить собравшихся от сердечных заболеваний.
14 декабря 2005 года на телепрограмме «Пусть говорят» с Андреем Малаховым ударил врача-сексолога Игоря Князькина в ухо.
В 2006 году Кашпировский был признан виновным по статье 6 Административного кодекса в связи с занятием незаконной медициной. Заявление в прокуратуру было подано инициативной группой православных граждан. По данным экспертизы, проведённой специалистами с кафедры психиатрии Челябинской государственной медицинской академии, методы гипноза Кашпировского вредны для психического и физического здоровья. В частности, на своих сеансах Кашпировский советовал людям, больным раком, лечиться прослушиванием записи его голоса.
15 июня 2011 года Савёловский районный суд города Москвы вынес решение, которым обязал ВГТРК и главного психиатра Минобороны РФ Владислава Шамрея выплатить Кашпировскому по 100 тысяч рублей за утверждение в прямом эфире о нанесенном вреде значительному количеству людей. 8 сентября 2011 года судебная коллегия по гражданским делам Московского городского суда вынесла определение, которым отменила решение Савёловского районного суда от 15 июня 2011 год и приняла по делу новое решение, которым отказала в удовлетворении исковых требований Кашпировского. 11 ноября 2011 года судья Московского городского суда Князев А. А. вынес определение, которым отказал в передаче на рассмотрение Президиуму Московского городского суда надзорной жалобы Кашпировского на перечисленные судебные акты.
В 2014 году гастролировал по России. Утверждал, что может поменять цвет глаз пациенту.
В июне 2015 года на Кашпировского подал в суд депутат Законодательного собрания региона Александр Телепнев. В марте 2016 Пермский краевой суд снял обвинения с Кашпировского.
В феврале 2018 года Кашпировский обратился в суд по защите чести против руководства Первого канала в размере 500 тысяч рублей за коллаж с котом в передаче «Вечерний Ургант».
С 2020 года Кашпировский начал проводить «оздоровительные сеансы» на собственном YouTube-канале. 9 апреля того же года экстрасенс заявил:
Сделаю так, что люди, не имеющие возможности свободно вращать головой, избавятся от этого. Сколько их будет? Будет столько, сколько напишут в комментарии.

### Политическая деятельность

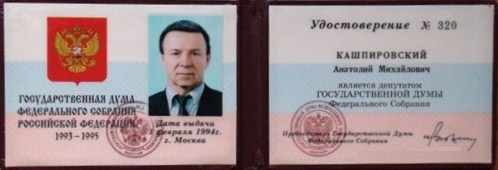
Удостоверение депутата Государственной Думы Анатолия Кашпировского

В 1991 году Кашпировский выступил в штаб-квартире ООН, где предложил применить свои методы для борьбы с последствиями радиоактивного облучения и СПИДом.
В 1993 году избран депутатом Государственной думы I созыва от ЛДПР по 189-му Ярославскому избирательному округу. 13 января в Госдуме была сформирована фракция партии, однако Кашпировский по техническим причинам не попал в неё, так как находился в США и не смог передать заявление. 5 марта он заявил о выходе из фракции (по факсу из Америки), обвинив Жириновского в расизме и пропаганде войны. Однако по возвращении в Россию в апреле 1994 года Кашпировский остался во фракции. Окончательно вышел из неё 1 июля 1995 года.
В 1995 году во время террористического акта в Будённовске принимал участие в переговорах между федеральными силами и террористами во главе с Шамилем Басаевым. В интервью проекту Мемориал Юлий Рыбаков сообщил, что Кашпировский пытался загипнотизировать Басаева, но безуспешно. После звонка Кашпировскому от Сергея Степашина, он покинул здание захваченной террористами больницы перед её штурмом.

## Критика
Академик Э. П. Кругляков, председатель Комиссии РАН по борьбе с лженаукой и фальсификацией научных исследований, ставит Кашпировского в один ряд с людьми, далёкими от врачебной деятельности, и в своей статье с иронией пишет:
Эффект Чумака, Лонго, Кашпировского — абсолютно неизвестная науке и самим целителям, почти волшебная лечебная сила. <…> вера в чудодейственные возможности целителей кончается для больных печально. Болезнь запускают. <…> В основном это — кратковременное облегчение, связанное с мобилизацией внутренних ресурсов больного как результат веры в лечение, веры в авторитет.
Михаил Ненашев, председатель Гостелерадио СССР (1989—1990 гг.):
В моё время, в период величайшей политизации и раздражения, мы пустили целый ряд программ, направленных на утешение, — Анатолия Кашпировского, Аллана Чумака. Но очень скоро от того же Кашпировского пришлось отказаться, поскольку стало ясно, что это прохиндейство чистой воды.
Доктор медицинских наук, травматолог-ортопед Алексей Канаев пишет, что несколько минут гипноза не помогут человеку избавиться от костылей:
Если у больного повреждена опорно-костная или хрящевая ткань, без медицинского вмешательства выздоровление невозможно. Пациенты, которые на сеансах Кашпировского выбрасывали костыли или вставали с инвалидных колясок, ни до, ни после не показывали заключения врачей. Это профанация.
Доктор медицинских наук Сергей Бубновский называет Кашпировского предприимчивым человеком, который умело играет на страхах людей:
Не исключаю, что гипноз может снизить чувствительность и человек с травмой выполнит то, что ему не под силу. Но действие гипноза ограничено. К тому же если пациенты с артрозами и артритами внезапно начинают бегать, то после проблемы только обострятся.
В сентября 2024 года доктор биологических наук, нейропсихолог Татьяна Черниговская относительно выступлений Кашпировского и научной базы его деятельности отметила:
Молодцы все те, кто туда идет. Если иметь в виду, что ты идешь в цирк, тогда это нормально, и он может вытворять там все, что угодно. Но не дай бог думать, что все это серьезно. <…> Если бы там что-то такое нашли, это была бы сенсация, об этом знали бы все. А поскольку об этом не знает никто, то из этого следует, что это все липа.

## В культуре
- Фильм «Сеанс с Кашпировским» был спародирован в одном из выпусков программы «Большая разница».
- Пародии на Анатолия Кашпировского делали Владимир Винокур[36], Александр Ширвиндт[37], Ефим Шифрин[38] и Евгений Петросян[39]. Кроме того, в репертуаре Евгения Петросяна был ещё один пародийный номер — «Письма Кашпировскому»[40].
- В кинофильме «Русское чудо» прототипом главного героя, экстрасенса Юрия Кошмаровского, являлся Анатолий Кашпировский.
- Анатолий Кашпировский является прототипом Виктора Ставицкого в сериале «Чудотворец»[41].

## Семья
Первая жена — Валентина Николаевна. Сын Сергей, боксёр. Дочь Елена (1968—2018), врач.
Вторая жена (1992—2014) — Ирина.
Третья жена - Гулизар Бекировна Чалбашова, дочь Эллина (6.08.2025)

## Награды
- Мастер спорта СССР по тяжёлой атлетике[45].
- Польская телевизионная премия Wiktory[пол.] — в 1990 году дополнительная (пол. pozaregulaminową) премия для телевизионного деятеля[46]

## Публикации
- Морговский А. / Анатолий Кашпировский — вчера, сегодня, завтра… — ЦК ЛКСМУ (МДС) «Молодь», Киев, 1990 — 50 с.
- Встречи с доктором Кашпировским / ред. В. И. Максимов. — М.: Профиздат, 1990. — 128 c. — (На грани фантастики). ISBN 5-255-00283-6, ISBN 978-5-255-00283-2.
- Психотерапевтический и духовный феномен А. М. Кашпировского: Материалы 1-й Укр. науч.-практ. конф., Киев, 28—30 янв. 1991 г. / Междунар. центр психотерапии. — М.: Б. и., 1992. — 307 с.
- Теоретические основы неспецифической групповой психотерапии / Междунар. центр психотерапии, 1992. — 57 с.
- Групповая неспецифическая психотерапия: (Соц.-психол. и мед. аспекты) / Междунар. центр психотерапии и др. — М.: ТЕК Ltd, 1993. — 232 с.
- Пробуждение: Целительная встреча с А. М. Кашпировским / Авт.-сост. С. Шкунов, В. Фатьянов. Послесл. В. Ковчан. — М.: ТОО "Фирма "Сергий", 1992. — 47 с. — 500 000 экз. — ISBN 5-88274-008-8. ББК Р358.9.[47][48]